# Justizamt Miltenberg

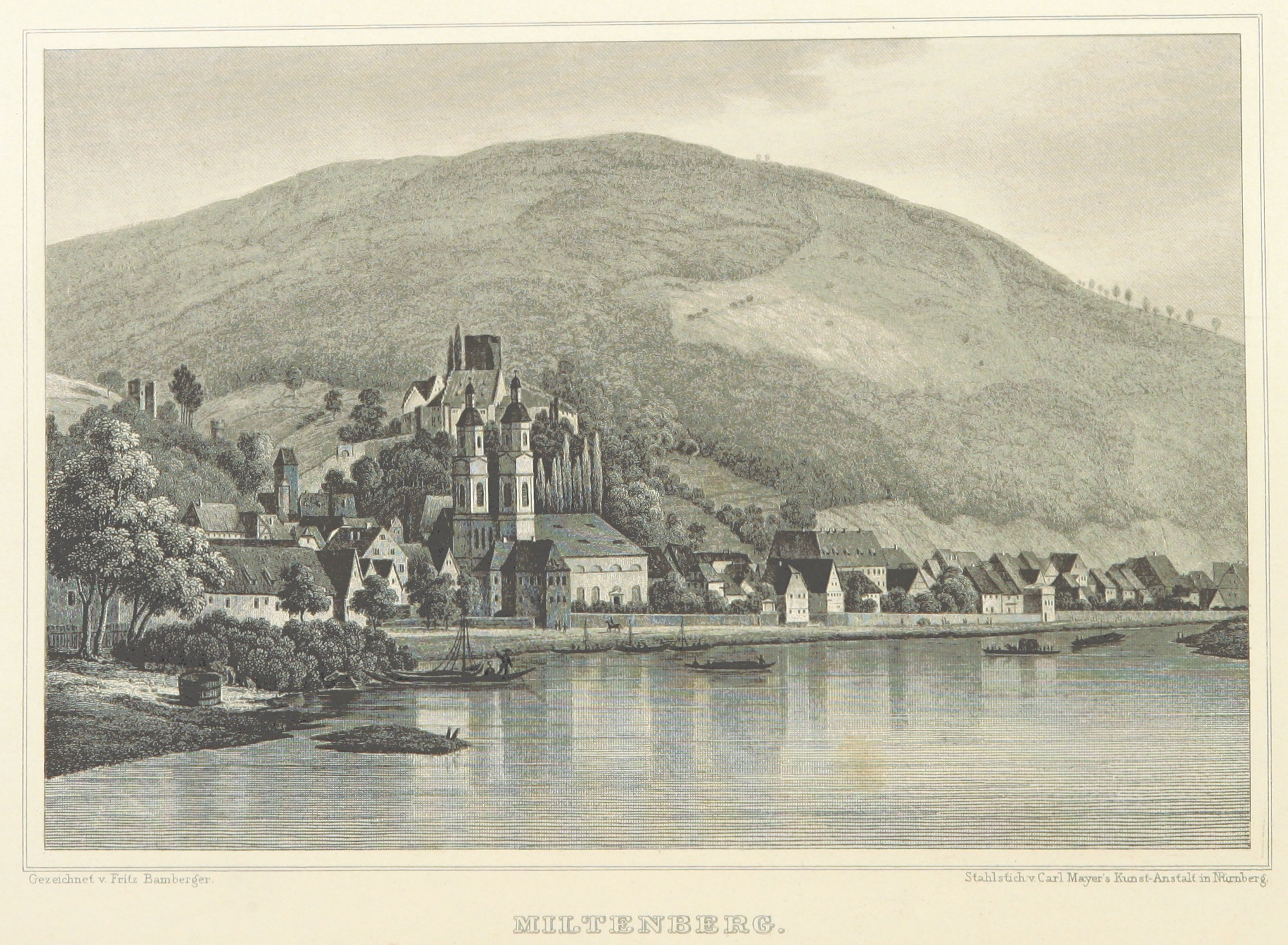
Miltenberg auf einem Stich von 1847

Das Justizamt Miltenberg war eine während der napoleonischen Zeit von 1807 bis 1810 bestehende Verwaltungseinheit im Norden des Großherzogtums Baden.

## Geschichte
Vor Inkrafttreten der Bestimmungen des Reichsdeputationshauptschlusses 1803 hatte das am linken Ufers des Mains zwischen Odenwald und Spessart gelegene Miltenberg unter der kirchlichen Oberhoheit von Kurmainz gestanden und war Sitz eines Oberamtes. Die Stadt gehörte anschließend zum Fürstentum Leiningen, bis dieses 1806 in Umsetzung der Rheinbundakte mediatisiert und in diesem Bereich der badischen Landeshoheit unterstellt wurde.
Das Amt wurde im Sommer 1807 als standesherrlicher Verwaltungsbezirk eingerichtet. Bereits im Dezember 1807 wurde es in zwei, als Justizamt titulierte Teile aufgespaltet. Der Südteil firmierte ab da als Justizamt Amorbach, bei Miltenberg verblieben Bürgstadt, Breitendiel, Bullau, Eichenbühl, Guggenberg, Geisenhof, Heppdiel, Neunkirchen, Rüdenau, Riedern, Richelbach, Schippach, Wenschdorf und Windischbuchen, zugleich wurde es der Landvogtei Miltenberg unterstellt. Im Rahmen der Verwaltungsgliederung Badens zählte Miltenberg zunächst zur Provinz des Unterrheins oder der Badischen Pfalzgrafschaft, ab 1809 zum Main- und Tauberkreis.
Mit dem Grenzvertrag zwischen Baden und Hessen von 1810 wurden Miltenberg und weitere Ämter an das Großherzogtum Hessen abgetreten. Zu diesem Zeitpunkt umfasste das Amt Miltenberg eine Reihe von Orten, die im Dezember 1807 dem Justizamt Amorbach zugeteilt worden waren, und zwar Ebenheiderhof, Pfohlbach, Schollheiterhof, Berndieler Hof, Gaimühle und Ottenmühle. Die ebenfalls genannten Monbrunn und Windischbuchen (mit dem Storchhof) waren als grundherrschaftliche Orte im Dezember 1807 der Landvogtei Miltenberg direkt unterstellt worden. Bezüglich der Rechtsstellung der Standesherren im Großherzogtum Hessen, siehe Standesherr (Großherzogtum Hessen).

## Spätere Entwicklung

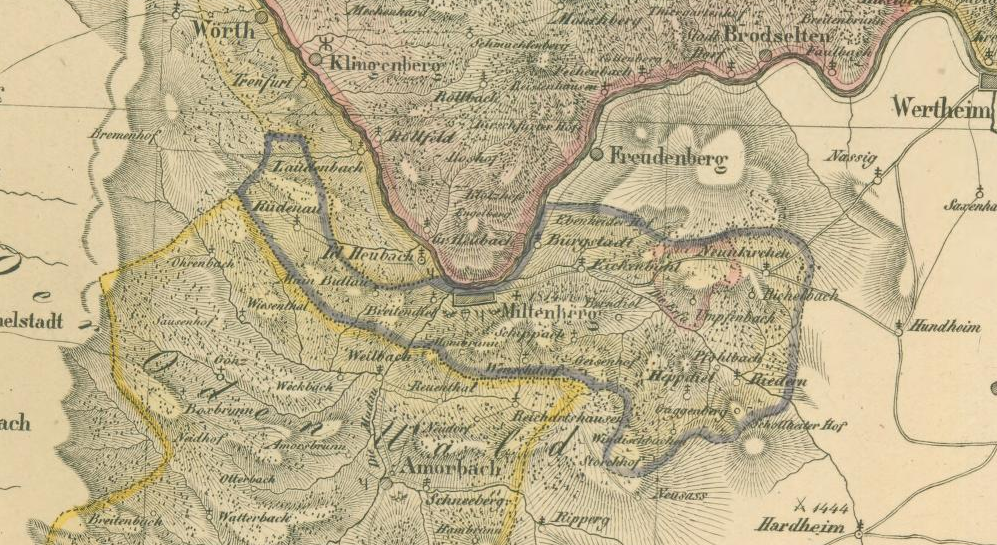
Amt Miltenberg, Karte von 1836

1816 kamen die 1810 an Hessen abgetretenen Ämter zum Königreich Bayern. Miltenberg blieb aber weiterhin, unter unterschiedlichen Bezeichnungen, Zentrum einer eigenen Verwaltungseinheit, so zwischen 1848 und 1879 als Landgericht Miltenberg. Nach mehreren Reformen entstand daraus der Landkreis Miltenberg.